# Stade Sabatino De Rosa
Le Stade Sabatino De Rosa (en italien : Stadio Sabatino De Rosa) est un stade de football italien situé dans la ville d'Arzano, dans la banlieue nord de Naples, en Campanie.
Le stade, doté de 4 000 places et inauguré en 1950, sert d'enceinte à domicile à l'équipe de football de l'Unione Sportiva Arzanese.

## Histoire
Le stade ouvre ses portes en 1950.
Le stade est aujourd'hui dans un état pitoyable, malgré un prêt de 40 000 euros accordé en 2018. L'installation est donc quasi inutilisable.
Il finit par fermer en attendant de nouvelles rénovations. L'US Arzanese déménage alors au Stade Mariolina Stornaiuolo, situé entre Arzano et Secondigliano.